# Kolpaschewo
Kolpaschewo (russisch Колпашево) ist eine Stadt in der Oblast Tomsk (Russland) mit 24.124 Einwohnern (Stand 14. Oktober 2010).

## Geographie
Die Stadt liegt im Südosten des Westsibirischen Tieflandes, etwa 270 km nordwestlich der Oblasthauptstadt Tomsk am rechten Ufer des Ob.
Die Stadt Kolpaschewo ist der Oblast administrativ direkt unterstellt und Verwaltungszentrum des gleichnamigen Rajons.
Kolpaschewo hat einen kleinen Flughafen und eine Schiffsanlegestelle am Ob. Es besteht Straßenverbindung mit Tomsk, allerdings nur über eine Fährverbindung an das linke Obufer. 2009 oder 2010 sollte der Bau einer knapp zwei Kilometer langen Brücke beginnen, wurde jedoch aufgeschoben.

## Geschichte
Kolpaschewo entstand als Dorf 1611, nur wenig später als Tomsk. Der Name bezieht sich auf den Gründer, den „Dienstmann“ Kolpaschnikow. 1710 wurde es als Kolpaschnikowo erwähnt. Das Dorf lag am vor der Errichtung des Sibirischen Traktes üblichen Weg nach Tomsk und weiter nach Ostsibirien. Daher kamen viele frühe Expeditionen durch den Ort oder machten hier Station, so z. B. die Erste Kamtschatkaexpedition unter Vitus Bering.
1933 wurde Kolpaschewo Siedlung städtischen Typs und 1938 erhielt es Stadtrecht.
Von 1932 bis 1944 war die Stadt Verwaltungszentrum des Kreises Narym (Narymski okrug), in dem sich eine Reihe von Gulag-Lagern befand.
Im Mai 1979 erlangte Kolpaschewo traurige Bekanntheit, als am nahe gelegenen Steilufer Kolpaschewski Jar durch Hochwasser ein im Jahr 1937 nur 30 Meter vom Fluss entfernt angelegtes Massengrab aus der Stalinzeit freigespült wurde und viele im gefrorenen Boden mumifizierte Leichen wochenlang auf dem Ob trieben. Vermutlich auf Anweisung des damaligen Tomsker Oblastsekretärs der KPdSU Jegor Ligatschow sollte der Vorfall vertuscht werden, indem die Leichen nicht umgebettet, sondern im Fluss versenkt oder mit Schiffsschrauben zerstückelt wurden. Ein 1990 in diesem Zusammenhang eröffnetes Gerichtsverfahren wurde jedoch 1992 wieder eingestellt.

### Bevölkerungsentwicklung
| Jahr | Einwohner |
| ---- | --------- |
| 1897 | 700       |
| 1926 | 1.400     |
| 1939 | 15.182    |
| 1959 | 22.595    |
| 1970 | 24.911    |
| 1979 | 28.581    |
| 1989 | 31.319    |
| 2002 | 28.441    |
| 2010 | 24.124    |

Anmerkung: Volkszählungsdaten (1926 gerundet)

## Kultur und Sehenswürdigkeiten
In Kolpaschewo gibt es ein Heimatmuseum.

## Wirtschaft
Kolpaschewo ist Zentrum der Flussfischerei und hat eine Werft für Fischereischiffe. Daneben gibt es metallverarbeitende und Lebensmittelindustrie, in der Umgebung Land- und Forstwirtschaft.
In der Nähe der Stadt befindet sich eine Kommandostelle der russischen Weltraumtruppen.